# 荒尾嵩就
荒尾 嵩就（あらお たかなり）は、江戸時代前期の鳥取藩家老。倉吉荒尾家初代。

## 生涯
文禄元年（1592年）、池田家家老・荒尾成房の次男として三河国吉田に生まれる。叔父・荒尾隆重の養子となる。慶長19年（1614年）、大坂の陣に養父隆重に従い出陣する。元和3年（1617年）、家督相続する。
寛永9年（1632年）、岡山藩主であった池田忠雄が死去する。池田家が、忠雄の小姓・渡辺源太夫を殺害し逃亡した河合又五郎を匿う旗本たちと対立関係にあったことと、嫡男勝三郎（光仲）が3歳と幼いために20万石の減封とされる風聞があったが、嵩就が大老井伊直孝ら幕閣に工作したことが功を奏して減封を免れ、32万石で因幡国・伯耆国に転封されることとなった。転封後は、伯耆倉吉領8000石を知行する。寛文元年（1661年）、平敦盛の真影（狩野安信筆）を摂津国須磨寺に寄附する。寛文2年（1662年）、嫡男の宣就に家督を譲り隠居し、藩主光仲に隠居料1500石と合力米500俵を賜った。
寛文9年（1669年）8月19日死去、享年78。
次男の三信は、叔父・和田三正の養子となり和田家を相続する。三男・秀就は、兄宣就の養子となり倉吉荒尾家3代となる。四男・重就は分家した。また、水戸藩家老で徳川光圀に殺害された藤井徳昭は弟・久成の四男である。嵩就の子孫は代々倉吉領主、鳥取藩家老として続き、明治維新を迎えた。
明治39年（1906年）に荒尾嘉就が男爵に叙されている。

## 演じた俳優
- 岡田英次（『荒木又右衛門 決戦・鍵屋の辻』、1990年）
- 大出俊（『決闘鍵屋の辻 荒木又右衛門』、1993年）
- 高城淳一（『荒木又右衛門 男たちの修羅』、1994年）
- 石橋蓮司（『天下騒乱〜徳川三代の陰謀』、2006年）